# Fateme Behros
Fateme Behros (persiska: فاطمه بهروز) född 1944 i staden Tabriz i Iran, död 2009 i Stockholm i Sverige, var en författare och lärare. Hon kom till Sverige som iransk flykting 1983, med en examen i persisk litteratur. 1997 debuterade hon som romanförfattare med Som ödet vill, en historia präglad av hennes egna erfarenheter som flykting.
I Fångarnas kör från 2001 skildrade Fateme Behros en ung iransk kvinnas möte med Sverige, hennes sista roman I skuggan av Sitare kom ut 2003.
Hon stod också för en översättning av den persiske 1300-talsmystikern och diktaren Hafez, Östanvindens ande. Hon var medlem i Svenska PEN och aktiv i Författarförbundet.
Fatemeh Behros var också verksam som textillärare. Hon dog efter en längre tids sjukdom.

## Priser och utmärkelser
- 2001 – TCO:s kulturpris
- 2008 – Eric och Ingrid Lilliehööks stipendium